# Magdeburger Vakuum
Das Magdeburger Vakuum ist ein Kabarett- und Kleinkunstpreis, der von 2015 bis 2020 vergeben wurde.

## Veranstalter und Veranstaltungsort
Der Preis, der sich selbst „Sachsen-Anhaltischer Kabarett- und Kleinkunstpreis“ nennt, wurde einmal im Jahr in Magdeburg vom Verein zur Förderung der Kabarettkultur in Magdeburg verliehen. Der Ausscheid fand im Kabarett ...nach Hengstmanns in Magdeburg statt. Moderiert wurde von den HengstmannBrüdern und Frank Hengstmann.

## Modus
Die Teilnehmer traten in zwei Vorrunden, aus denen jeweils zwei von ihnen weiterdelegiert wurden, und einem Finale gegeneinander an.

## Jury
Die Jury bestand aus den Veranstaltern, bei denen der Sieger Auftritte gewann, und Medienvertretern, unter anderem dem Mitteldeutschen Rundfunk.

## Preisträger
- 2015 – Rüdiger Höfken
- 2016 – Michael Feindler
- 2018 – Micha Marx
- 2019 – Benjamin Eisenberg
- 2020 – Jonas Greiner